# Cheiracanthium streblowi
Cheiracanthium streblowi är en spindelart som beskrevs av Ludwig Carl Christian Koch 1879. Cheiracanthium streblowi ingår i släktet Cheiracanthium och familjen sporrspindlar. Inga underarter finns listade i Catalogue of Life.